# Berville-sur-Mer
Berville-sur-Mer è un comune francese di 579 abitanti situato nel dipartimento dell'Eure nella regione della Normandia.

## Società

### Evoluzione demografica
Abitanti censiti

### Luoghi e monumenti d'interesse
Berville-sur-mer conta due edifici iscritti nell'elenco dei monumenti storici di Francia:
- La chiesa di San Melanio, risalente al XIII secolo, iscritta nel 1928[2]. Il coro data dal XIII secolo e la navata dal XIV. Successivamente sono stati intrapresi numerosi lavori: costruzione della torre campanaria (1855 e 1856), costruzione di una sacrestia orientale (1873 al 1876) e demolizioni e restauri vari (1890 e 1891);
- Un maniero del XVIII secolo, iscritto nel 1971[3]. Sono iscritte: le facciate e i tetti e la piccionaia, il salone, la sala da pranzo e l'ufficio al piano-terra con le loro boiserie.